# خوسيه كوينتيرو (مخرج)
خوسيه كوينتيرو (بالإسبانية: José Quintero)‏ هو مخرج بنمي، ولد في 15 أكتوبر 1924 في بنما في بنما، وتوفي في 26 فبراير 1999 في مانهاتن في الولايات المتحدة بسبب سرطان المريء.

## وصلات خارجية
- خوسيه كوينتيرو على موقع IMDb (الإنجليزية)
- خوسيه كوينتيرو على موقع الموسوعة البريطانية (الإنجليزية)
- خوسيه كوينتيرو على موقع أول موفي (الإنجليزية)
- خوسيه كوينتيرو على موقع قاعدة بيانات برودواي على الإنترنت (الإنجليزية)
- خوسيه كوينتيرو على موقع قاعدة بيانات الأفلام السويدية (السويدية)
- خوسيه كوينتيرو على موقع قاعدة بيانات الفيلم (الإنجليزية)
- خوسيه كوينتيرو على موقع كينوبويسك (الروسية)